# Orotukan
Orotukan (in lingua russa Оротукан) è un centro abitato a circa 400 chilometri a nord di Magadan, situato nello Jagodninskij rajon, sulla riva destra del fiume Orotukan (un affluente del Kolyma). La popolazione attuale è di 1 050 abitanti.